# Rocco Camerata Scovazzo
Rocco Camerata Scovazzo (Butera, 8 dicembre 1812 – Catania, 15 dicembre 1892) è stato un nobile italiano.
L'8 ottobre 1865 fu nominato dal re Vittorio Emanuele II Senatore del Regno. Era cugino di Filippo Cordova e fratello dei deputati Lorenzo e Francesco.